# Hermann Voigt-Ruscheweyh
Hermann Voigt-Ruscheweyh (* 30. Mai 1880 in Wahrenbrück; † 26. August 1969 in Wiesbaden) war ein deutscher Generalmajor der Luftwaffe.

## Leben
Hermann Voigt-Ruscheweyh trat am 15. März 1898 in das deutsche Heer ein und durchlief in den nächsten Jahren eine typische militärische Laufbahn, wobei er am 18. August 1899 zum Leutnant, am 17. September 1909 zum Oberleutnant und am 1. Oktober 1913 zum Hauptmann befördert wurde. Er nahm innerhalb eines Artillerie-Verbandes am Ersten Weltkrieg teil und wurde nach Kriegsende in die Reichswehr übernommen, wo er am 1. April 1922 zum Major befördert wurde. Er diente u. a. beim Stab der 1. Kavallerie-Division. Anschließend diente er ab 1924 bei der Heeres-Friedens-Kommission im Reichswehrministerium. 1927 wurde er von dieser Eigenschaft enthoben und in den Stab der IV. Reitenden-Abteilung im Artillerie-Regiment Nr. 3 verlegt, wo ihn am 1. Februar 1928 die Beförderung zum Oberstleutnant erreichte.
Am 30. September 1928 schied er aus der Reichswehr aus, um an der deutschen Militärmission in Istanbul teilzunehmen. Nachfolgend diente er ab April 1933 bei der deutschen Militärmission in Nanking. In dieser Position wurde er nach Machtübernahme der Nationalsozialisten Parteimitglied der NSDAP (Nummer 1.748.322). Er trat am 1. Dezember 1938 als Oberstleutnant in die Luftwaffe ein, wo er zunächst als Ic im Stab des Luftgaukommando XII diente. Nach Ausbruch des Zweiten Weltkrieges erreichte ihm am 1. Juni 1940 die Beförderung zum Oberst, wobei er noch im selben Jahr Ic im Luftgaukommando Westfrankreich wurde. Im Oktober 1941 wurde er in gleicher Position in den Stab des Luftgaukommando XXV Rostow verlegt, wo er bis zum 1. April 1943 tätig war. Nachfolgend wurde er am 1. Oktober 1943 zum Generalmajor befördert und als Sachbearbeiter im Allgemeinem Wehrmachtamt in der Abteilung Inland im Oberkommando der Wehrmacht verwendet. Er schied am 31. Dezember 1944 aus dem aktiven Dienst aus und war zuletzt noch als Hilfsarbeiter im Oberkommando der Luftwaffe tätig.